# Cyathea leichhardtiana
Cyathea leichhardtiana är en ormbunkeart som först beskrevs av F. Muell., och fick sitt nu gällande namn av Edwin Bingham Copeland. Cyathea leichhardtiana ingår i släktet Cyathea och familjen Cyatheaceae. Inga underarter finns listade.